# Vamdrup
Vamdrup es un poblado ferroviario danés perteneciente al municipio de Kolding, en la región de Dinamarca Meridional.
Tiene 4957 habitantes en 2016, lo que lo convierte en la segunda localidad más importante del municipio tras la capital municipal Kolding.
Se sitúa al oeste del municipio, 10 km al suroeste de la capital municipal, sobre la carretera 25 que une Kolding con Tønder.
El pueblo alberga la sede de la aerolínea Danish Air Transport.